# Hoboken (Georgia)
Hoboken (pronuncia "ho-bo-kin") è un comune (city) degli Stati Uniti d'America della contea di Brantley nello Stato della Georgia. La popolazione era di 528 persone al censimento del 2010. Fa parte dell'area statistica micropolitana di Brunswick.

## Geografia fisica
Hoboken è situata a 31°10′58″N 82°08′02″W (31.182720, -82.133891).
Secondo lo United States Census Bureau, ha un'area totale di 3,4 miglia quadrate (8,9 km²).

## Storia
Hoboken fu il primo capoluogo di contea della contea di Brantley quando venne formata, dal 1920 fino al 1923, quando il capoluogo fu trasferito a Nahunta.

## Società

### Evoluzione demografica
Secondo il censimento del 2000, c'erano 463 persone.

### Etnie e minoranze straniere
Secondo il censimento del 2000, la composizione etnica della città era formata dall'88,77% di bianchi, l'8,86% di afroamericani, lo 0,22% di altre razze, e il 2,16% di due o più etnie. Ispanici o latinos di qualunque razza erano l'1,08% della popolazione.